# باغاسيس (كانتون)
باغاسيس (بالإسبانية: Bagaces)‏ و هو الكانتون الرابع في محافظة غواناكاسته في كوستاريكا. و يغطي الكانتون مساحة 1,273.49 كم مربع،
كما يقارب عدد سكانه 17,087 نسمة.
و تدعى مدينته الرئيسية بـباغاسيس أيضا.
يحدد الكانتون من الشرق نهر تينوريو و من الغرب نهر سالتو، و من الجنوب نهر تيميسيكيه، أما حدوده الشمالية المرتفعة فتشكلها سلسلة جبال غواناكاستية.
تم تأسيس هذا الكانتون في 7 كانون الأول 1848.

## المقاطعات
يتألف الكانتون من أربع مقاطعات و هي :
1. باغاسيس
2. لا فورتونا
3. موغوتيه
4. ريو نارانخو

## أعلام
- فيليكس مونتويا